# Triaenodes perissotes
Triaenodes perissotes là một loài Trichoptera trong họ Leptoceridae. Chúng phân bố ở miền Australasia.